# Даллас-Лав-Філд
Даллас Лав-Філд (англ. Dallas Love Field) (IATA: DAL, ICAO: KDAL, FAA ідент. місц.: DAL) - міський муніципальний аеропорт за 10 км на північний захід від центру міста Даллас, Техас, США. Це був головний аеропорт Далласа до 1974 року, коли відкрився Міжнародний аеропорт Даллас — Форт-Верт (DFW).

## Історія
Даллас Лав-Філд так названий на честь Мосса Л. Лава, який 4 вересня 1913 року помер в аварії на літаку біля Сант-Дієго, штат Каліфорнія, коли він був прийнятий до 11-ї кавалерії армії США, ставши 10-ю фатальністю в історії армії США. Лав-Філд було названо армією Сполучених Штатів 19 жовтня 1917 року.

## Обладнання та авіація

FAA airport diagram

Лав-Філд займає площу 530 га на висоті 148 м над рівнем моря. Він має три злітно-посадкових смуги:
- Злітно-посадкова смуга 13L / 31R: 2 363 м × 46 м, поверхня: бетон (побудована 1943, розширена 1952)

- Злітно-посадкова смуга 13R / 31L: 2 682 м × 46 м, поверхня: бетон (побудована 1965)

- Злітно-посадкова смуга 18/36 (ЗАКРИТА): 1 874 м × 46 м, поверхня: асфальт (побудована 1943)

За 12-місячний період, що закінчився 31 жовтня 2007 року, в аеропорту працювало 247 235 літальних апаратів, в середньому 677 на день: 39% - загальна авіація, 37% - заплановані комерційні, 23% - повітряні таксі та 1% - військові. У той час в цьому аеропорту було зареєстровано 693 літальні апарати: 3% одномоторні, 4% багатоходові, 93% реактивні та 1% вертольоти.
На базі аеропорту знаходиться штаб-квартира Департаменту авіації міста Даллас.

## Головний термінал
Про модернізацію терміналів Лав-Філда оголосили на початку 2009 року. Генплан на суму 519 мільйонів доларів замінив існуючі термінальні будівлі єдиним новим 20-воротним терміналом.
Southwest обслуговує переважну частину всіх воріт, крім двох воріт, ворота 11 і 13, переважну частину яких обслуговує Virgin America.

### Легенда терміналу
Термінал побудований авіакомпанією Legend Airlines, пізніше він використовувався авіакомпаніями Legend Airlines, Delta Connection та Atlantic Southeast Airlines. Відповідно до умов скасування Wright Amendment, кількість воріт у аеропорту була обмежена, що фактично перешкоджає використанню терміналу для планових рейсів на пасажирських перевезеннях. Ворота колишнього терміналу були зруйновані, а решта структури перетворилася на об'єкт охорони митних та прикордонних територій США.

## Авіалінії та напрямки на жовтень 2018

### Пасажирські
| Авіакомпанія       | Пункт призначення | Джерела |
| ------------------ | --- | ------- |
| Alaska Airlines    | Лос-Анджелес, Нью-Йорк-Ла-Гуардія (закінчується 27 жовтня 2018),[джерело?] Портленд (Орегон), Сан-Дієго, Сан-Франциско, Сан-Хосе (Каліфорнія), Сіетл-Такома, Вашингтон-Національний (закінчується 27 жовтня 2018) | [ 8 ]   |
| Delta Air Lines    | Атланта | [ 9 ]   |
| Southwest Airlines | Альбукерке, Амарілло, Атланта, Остін, Балтимор, Бірмінгем (Алабама), Бостон, Бербанк, Чарлстон (Південна Кароліна), Шарлотт, Чикаго-Мідвей, Колумбус-Гленн, Денвер, Детройт, Ель-Пасо, Форт-Лодердейл, Форт-Маєрс (починається 7 січня 2019), Harlingen (begins March 10, 2019), Х'юстон-Хоббі, Індіанаполіс, Джексонвілл (Флорида), Канзас-Сіті, Лас-Вегас, Літтл-Рок, Лос-Анджелес, Луїсвілл (починається 7 січня 2019), Лаббок, Мемфіс, Мідленд-Одесса, Мілвокі (відновиться 7 січня 2019), Міннеаполіс-Сент-Пол (відновиться 7 січня 2019), Нашвілл, Новий Орлеан, Нью-Йорк-Ла-Гуардія, Окленд, Оклагома-Сіті, Омаха, Онтаріо, Округ Орендж, Орландо, Панама (Флорида), Пенсакола (відновиться 8 квітня 2019), Філадельфія, Фінікс-Скай-Харбор, Піттсбург, Портленд (Орегон), Ралей-Дургам, Сакраменто, Сент-Луїс, Солт-Лейк-Сіті, Сан-Антоніо, Сан-Дієго, Сан-Франциско, Сан-Хосе (Каліфорнія), Сіетл-Такома, Тампа, Таксон (починається 13 січня 2019), Талса, Вашингтон-Національний, Вест-Палм-Біч (починається 10 березня 2019) Сезонний: Бойсе, Ріно-Тахо | [ 12 ]  |
| Taos Air           | Сезонний: Таос (починається 20 грудня 2018) | [ 13 ]  |

### Минулі авіакомпанії
Кілька авіакомпаній в минулому обслуговували Лав-Філд: Air Central, American Airlines, American Freighter, Braniff International Airways, Capital Airlines, Central Airlines, Eastern Air Lines, Legend Airlines, Ozark Air Lines, Saturn Airways, SeaPort Airlines, Slick Airways, Southern Air Transport, Trans-Texas Airways, United Airlines і Virgin America.
Braniff International Airways були колись найбільшим перевізником Лав-Філд. Вони почали літати там на початку 1930-х років, але вони перемістили всі свої польоти до Міжнародного аеропорту Даллас-Форт-Верту, коли цей аеропорт був відкритий у січні 1974 року.
Лав-Філд було головним центром для авіакомпанії Legend Airlines. Авіакомпанія проклала дорогу навколо Wright Amendment, маючи 56 літаків і здійснюючи рейси навіть у віддалені міста, такі як Лос-Анджелес і Нью-Йорк. Вони закрилися у 2005 році.
American Airlines відновили рейси до аеропорту в 2005 році, щоб конкурувати з Southwest Airlines і заповнити прогалини, залишені Legend Airlines. Southwest урешті-решт припинили обслуговувати аеропорт та продали 2 воротіт Virgin America у 2014 році.
Continental Express були першою авіакомпанією, яка відновила польоти після відкриття DFW у 1974 році. Continental почав літати повсякденним ERJ 145 між хабом Лаф-Філдом та міжконтинентальним аеропортом імені Джорджа Буша у Х'юстоні  у 1998 році. У 2012 році Continental та United об'єдналися. United продовжували обслуговувати маршрут до Х'юстона до березня 2015 року. 2-є їхніх воріт в аеропорту згодом передано до Southwest Airlines.

## Статискита

### Найпопулярніші пункти призначення

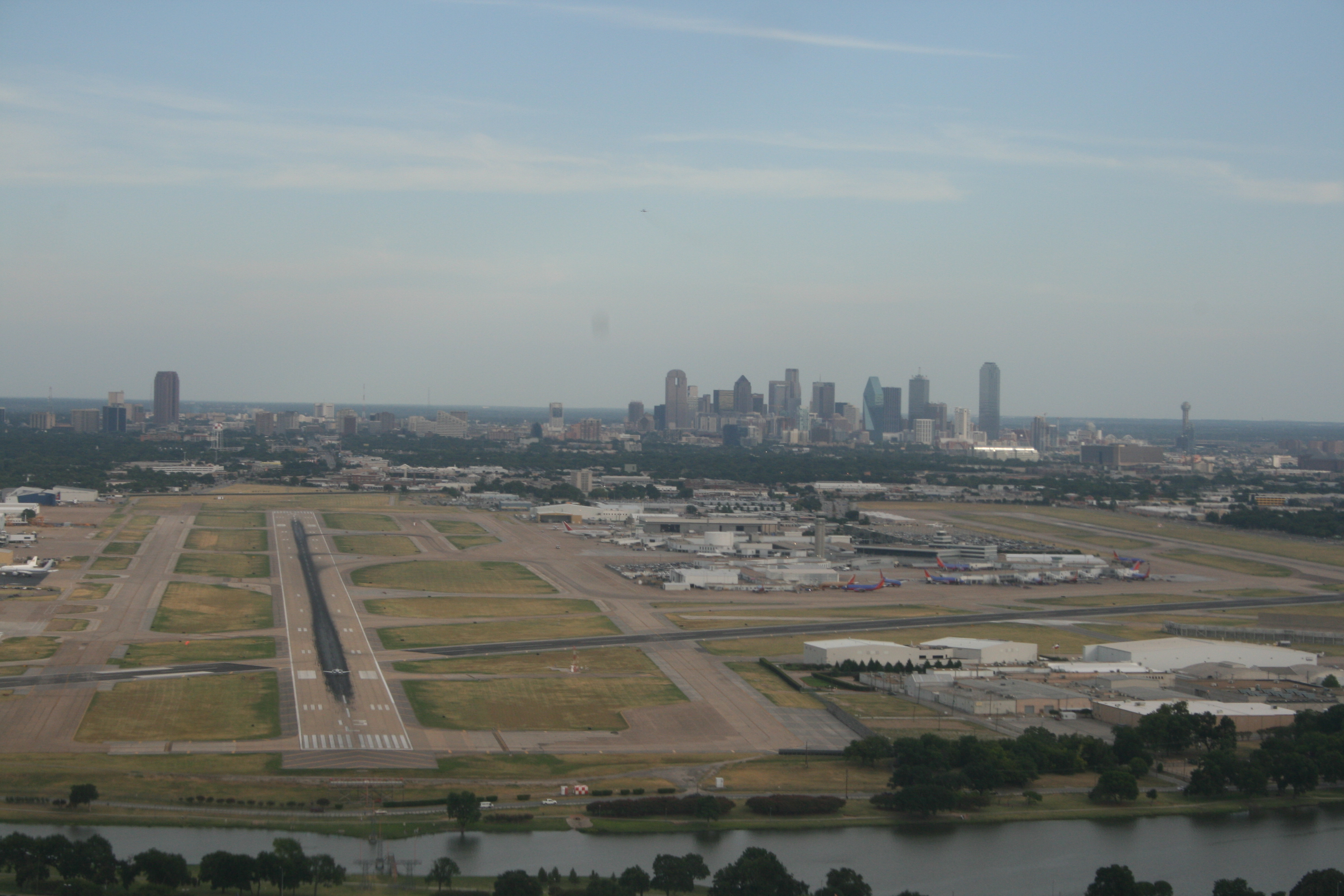
KDAL 13L Short Final

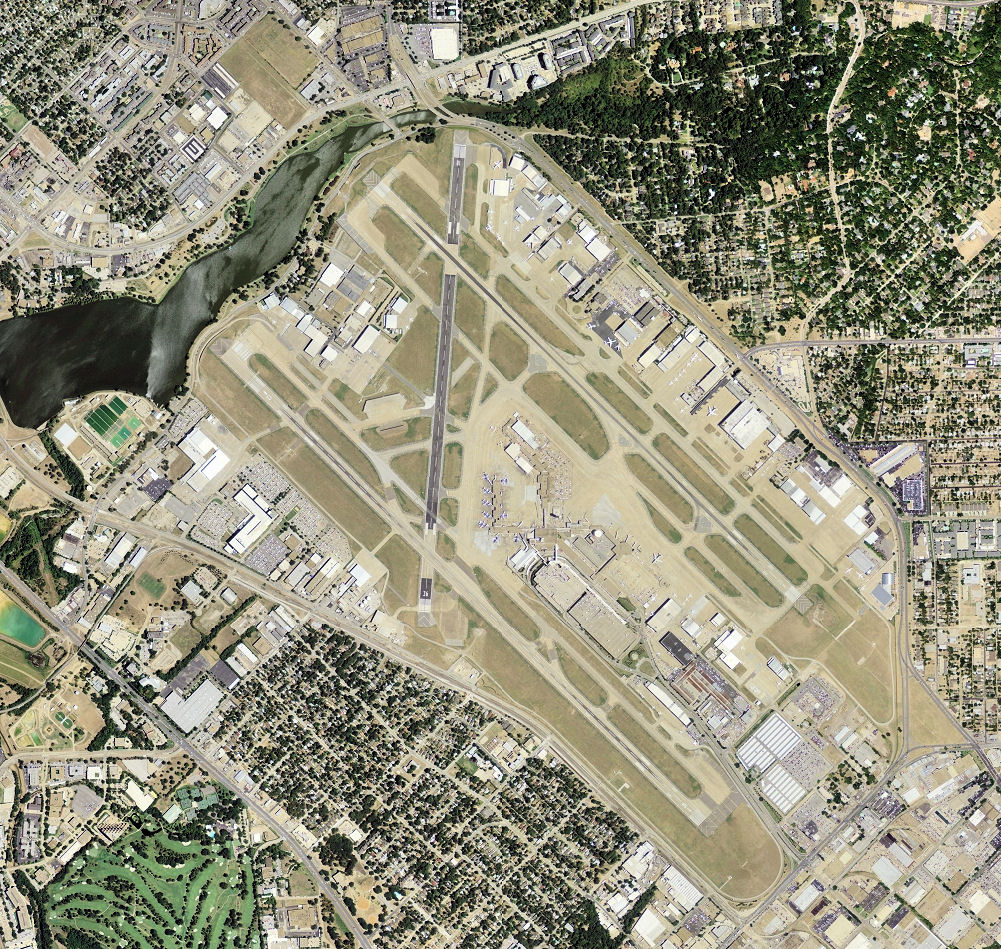
Aerial view of the airport.

| Місце | Аеропорт                      | Пасажири | Перевізники                       |
| ----- | ----------------------------- | -------- | --------------------------------- |
| 1     | Х'юстон-Хоббі, Техас          | 604,000  | Southwest                         |
| 2     | Атланта, Джорджія             | 379,000  | Delta, Southwest                  |
| 3     | Сан-Антоніо, Техас            | 338,000  | Southwest                         |
| 4     | Денвер, Колорадо              | 317,000  | Southwest                         |
| 5     | Лос-Анджелес, Каліфорнія      | 315,000  | Alaska, Southwest, Virgin America |
| 6     | Остін, Техас                  | 315,000  | Southwest                         |
| 7     | Чикаго-Мідуей, Іллінойс       | 312,000  | Southwest                         |
| 8     | Фінікс-Скай-Харбор, Аризона   | 260,000  | Southwest                         |
| 9     | Нью-Йорк-Ла-Гуардія, Нью-Йорк | 259,000  | Alaska, Southwest, Virgin America |
| 10    | Новий Орлеан, Луїзіана        | 255,000  | Southwest                         |

### Річний трафік
| Рік  | Пасажирообіг | % Зміна | Рік  | Пасажирообіг | % Зміна  | Рік  | Пасажирообіг | % Зміна  |
| ---- | ------------ | ------- | ---- | ------------ | -------- | ---- | ------------ | -------- |
|      |              |         | 2015 | 14,497,498   | ▲ 54.01% | 2005 | 5,909,599    | ▲ 0.34%  |
|      |              |         | 2014 | 9,413,636    | ▲ 11.13% | 2004 | 5,889,756    | ▲ 5.38%  |
|      |              |         | 2013 | 8,470,586    | ▲ 3.63%  | 2003 | 5,588,930    | ▼ 0.60%  |
|      |              |         | 2012 | 8,173,927    | ▲ 2.43%  | 2002 | 5,622,754    | ▼ 15.90% |
|      |              |         | 2011 | 7,980,020    | ▲ 0.24%  | 2001 | 6,685,618    | ▼ 5.54%  |
|      |              |         | 2010 | 7,960,809    | ▲ 2.79%  | 2000 | 7,077,549    | ▲ 3.76%  |
|      |              |         | 2009 | 7,744,522    | ▼ 3.92%  | 1999 | 6,820,867    | ▲ 1.57%  |
|      |              |         | 2008 | 8,060,792    | ▲ 1.35%  | 1998 | 6,715,596    | ▼ 1.36%  |
| 2017 | 15,723,617   | ▲ 1.03% | 2007 | 7,953,385    | ▲ 15.69% | 1997 | 6,807,894    | ▼ 3.63%  |
| 2016 | 15,562,738   | ▲ 7.35% | 2006 | 6,874,717    | ▲ 16.33% | 1996 | 7,064,515    | –        |

## Громадський транспорт
В даний час маршрут 524 автобуса DART безпосередньо обслуговує термінал аеропорту. Пасажири можуть їхати на цьому маршрутному автобусі до сусідньої станції Inwood / Love Field Station, яку обслуговують легкі залізничні лінії Orange & Green від DART. Між терміналом та залізничною станцією немає шляху проходження, тому пасажири повинні проїхати автобусом або залізничним транспортом.

## Чартерна служба та FBO
Лав-Філд також обсловує ряд чартерних рейсів та ФБО, у тому числі:
- Landmark Aviation
- Business Jet Center (FBO) [Архівовано 8 серпня 2018 у Wayback Machine.]
- Business Jet Access (Charter) [Архівовано 5 серпня 2018 у Wayback Machine.]
- Signature Flight Support
- Jet Aviation